# Maison de naissance

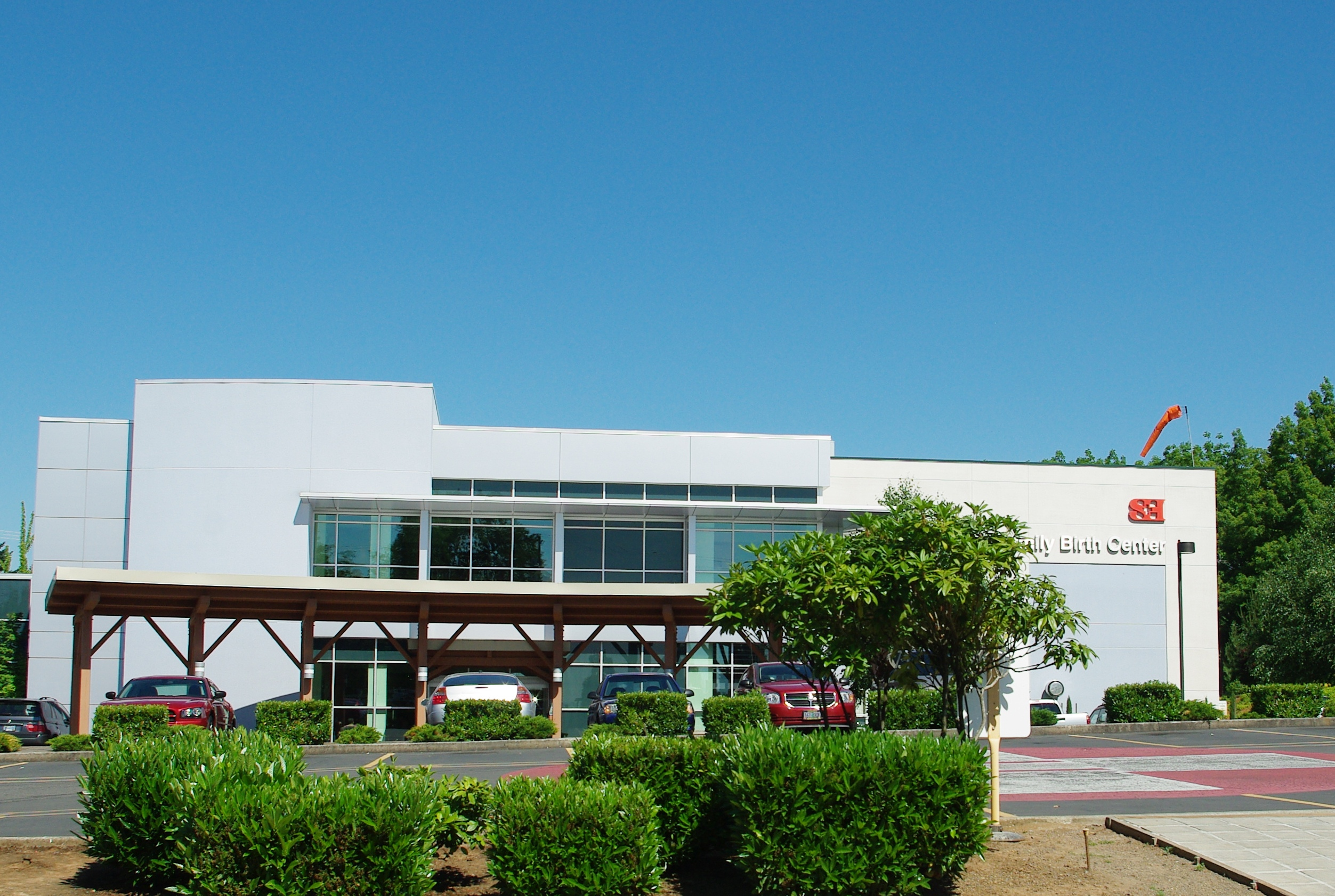
Un centre de naissance à Silverton dans l'Oregon.

Une maison de naissance est un lieu permettant aux femmes qui ont une grossesse dite à bas risque de bénéficier de l’accompagnement personnalisé d’une sage-femme pendant toute la grossesse et au cours de l’accouchement. Ce dernier se déroule dans le respect de la physiologie, dans l'intimité et la sécurité.
Cet accompagnement, appelé accompagnement global, est également poursuivi par la même sage-femme après l’accouchement, pour les suites de couche.
Les maisons de naissance sont des structures juridiquement et administrativement autonomes, sous la responsabilité exclusive des sages-femmes. 

## Pourquoi des maisons de naissance?
Bien que depuis la nuit des temps l'accouchement se soit toujours déroulé à la maison, entre femmes, le milieu médical des pays occidentaux l'a graduellement pris en charge. Depuis les années 1960, la quasi-totalité des accouchements se déroule en milieu hospitalier. Si la médicalisation peut être nécessaire, l’avènement de la péridurale a conduit à justifier, à banaliser et à systématiser certains gestes médicaux inutiles voir iatrogène pour une grossesse à bas risque. Par ailleurs le savoir-faire de l’accompagnement d’un accouchement physiologique, mettant en avant la verticalité, la mobilité, les massages, des techniques de gestion de la douleur, etc. a quasi disparu.
La technicité qui entoure la naissance a fait naître chez certaines femmes et couples le sentiment d’être dépossédé d’un moment clé de leur vie, l’arrivée de leur enfant. Le respect de la physiologie lors de l’accouchement permet à la femme et au couple d’être acteurs de cet événement de vie et de se le réapproprier.
Les maisons de naissances répondent à ce souhait d’autonomisation et permettent ainsi une diversification de l’offre de soin.
Le suivi de grossesse et l’accouchement en maison de naissance proposent un accompagnement global : le suivi médical pré, per et postnatal est personnalisé, il est réalisé par une sage-femme ou un binôme de sages-femmes. 

### Suivi prénatal
Un premier contact entre la femme enceinte et la sage-femme permet de s’assurer que la grossesse ne présente pas de contre-indication au suivi en maison de naissance (grossesse dite à bas risque) et que cela correspond au projet de naissance du couple.
Si au cours de la grossesse des complications ou des facteurs de risques apparaissent, ne permettant pas de garantir un accouchement en maison de naissance en toute sécurité, le couple est réorienté vers une maternité.
La préparation à l’accouchement vise à autonomiser la femme et permettre à l’autre parent de trouver sa place. Elle est centrée sur l’apprentissage de la gestion de la douleur sans péridurale (massage, acupression, relaxation, hypnose, chant prénatal, etc) et sur la connaissance des paramètres qui font progresser naturellement le travail : positions propices, détente, mobilité, verticalité.

### Accouchement
L’accouchement en maison de naissance est naturel c'est-à-dire physiologique.
La maison de naissance réunit tous les facteurs favorisant le bon déroulement de l’accouchement, considéré comme un savoir inné de la femme, et rendu possible par un jeu hormonal complexe :
- l’intimité du couple est préservée : présence unique de  la sage-femme avec laquelle s’est établi un lien de confiance tout au long de la grossesse. Le contact avec le nouveau-né est continu durant les premières heures qui suivent la naissance.
- absence d’actes médicaux systématiques : absence de perfusion, absence de monitorage fœtal continu, absence de rupture artificielle de la poche des eaux, d’injection d’hormone de synthèse pour la délivrance, d’aspiration oro-pharyngées du nourrisson...
- la sécurité est assuré par la présence de sages-femmes expérimentées, expertes dans le dépistage de la pathologie et dans la pratique des premiers soins d’urgence pour la mère et le nouveau-né, et par la proximité avec le service de la maternité partenaire. Elles sont entièrement disponibles car elles ne s’occupent que d’un couple à la fois.
- lieu agréable, confort : lumières tamisées, lit double confortable, ameublement chaleureux
- l’autonomie des femmes est respectée. Des tapis de sol, ballons, nécessaire pour suspension assurent à la femme une liberté de mouvement et de position pour le travail, l’accouchement et la délivrance. Elles peuvent s’alimenter durant toute la durée du travail, accéder librement à une salle de bain et aux toilettes. Accoucher dans l’eau ou bénéficier d’un bain pendant le travail est possible.

### Suivi postnatal
Après quelques heures de surveillance en maison de naissance, le suivi postnatal s’effectue au domicile par la même sage-femme : aide à la mise en place de l’allaitement, des premiers biberons, examens du nourrisson, etc. La maison de naissance n’assure pas d’hébergement et le retour à domicile se fait dans les quelques heures qui suivent l’accouchement. On parle de retour précoce.
La sage-femme assure ensuite des visites postnatales à domicile les premiers jours et propose une rééducation périnéale.

### Lieu d’échange
Les maisons de naissance sont un lieu de vie.
Les sages-femmes et/ou les familles sont généralement organisées en association. 
Dans la plupart des maisons de naissance, des ateliers sont proposés autour de la grossesse, de la naissance et de la parentalité : cours de portage, yoga pré et postnatal, massage bébé, réunions d’échanges et d’information entre parents, etc. ce qui permet aux jeunes et futurs parents de d’échanger entre pairs.

## Situation en France

### Genèse de l'expérimentation
En France, il aura fallu de longues années de discussion avant l’adoption d’une loi du 6 décembre 2013 autorisant, à titre expérimental, les maisons de naissance.
L’expérimentation du fonctionnement de maisons de naissance a constitué une des quatre priorités du Plan périnatalité 2005-2007. 
Un groupe technique pluri-professionnel, dans lequel figuraient des représentants des usagers issus du collectif CIANE et de l’UNAF, avait été mis en place par la direction de l’hospitalisation et de l’organisation des soins au début de l’année 2005.  Il avait pour objectif de mettre en place pour fin 2006 un cahier des charges fixant les modalités de cette expérimentation, et surtout d’en fixer un cadre réglementaire. Naturellement, l'expérimentation doit prévoir toutes les garanties relatives à la sécurité des parturientes, mais aussi les garanties juridiques et assurantielles ainsi que les modalités d'évaluation des résultats obtenus. 
Parmi les garanties proposées pour l'expérimentation, la condition d’attenance de la maison de naissance à la maternité partenaire, fait l’objet jusqu’à aujourd’hui d’une absence de consensus entre les parties prenantes. À titre de comparaison, il existe en Allemagne plus de 120 maisons de naissance qui ne sont pas soumises à cette condition d’attenance. De même, à l’issue de son expérimentation, le Canada n’a pas imposé que les maisons de naissance soient attenantes ni intégrées physiquement à leur maternité partenaire. Cette condition d'attenance est inscrite dans la loi d’expérimentation de 2013 et s'impose aux maisons de naissance ouvertes dans le cadre de l'expérimentation.
Le 18 novembre 2010, l'expérimentation des maisons de naissance a été rétablie lors de la commission mixte paritaire (CMP) sur le projet de loi de financement de la sécurité sociale (PLFSS) pour 2011. Alors que les sénateurs l'avaient supprimée au motif d'une insuffisance de sécurité des mères et des enfants, le point de vue du gouvernement et des députés l'a emporté en CMP, avec un renforcement de l'encadrement de l'expérimentation.
Selon une étude d'impact jointe au PLFSS 2011, le développement des maisons de naissance en France générerait une économie d'environ 7 millions d'euros par an, estimation basée sur la création à terme d'une soixantaine de maisons de naissance, réalisant 1,5 % des naissances -soit environ 12 000 naissances par an.
En utilisant la réglementation actuelle, cet espace est sous l'unique responsabilité de sages-femmes libérales pratiquant l'accompagnement global.
La filière des maisons de naissance, en France, serait susceptible de générer des économies considérables dans l’avenir. À partir des expériences canadiennes et allemandes, les modélisations économiques réalisées montrent que c’est une économie de plus de 750 euros par grossesse qui peut en résulter (pour une moyenne de 40 grossesses annuellement suivies par une sage-femme en maison de naissance). À terme et sur une base minimum annuelle de 25 % des naissances, soit 200 000 femmes susceptibles de rentrer dans cette filière, on aboutit à plus de 150 millions d’euros par an d’économie. Même si ces gains exigent un coût d’investissement au départ, globalement sur dix ans cela ne devrait pas excéder 50 % des économies générées en une seule année . Il convient de rappeler que la France connaît l’une des plus fortes natalités d’Europe avec 830 000 naissances par an.
Soumis au Conseil constitutionnel, l'article 67 du projet de loi de finances pour la sécurité sociale 2011 est censuré car il s'agit, selon les sages, d'un cavalier législatif. En particulier, "ces dispositions n'ont pas d'effet ou ont un effet trop indirect sur les dépenses des régimes obligatoires de base ou des organismes concourant à leur financement".

### L’expérimentation (2013-2020)
La loi no 2013-1118 du 6 décembre 2013 autorise l'expérimentation des maisons de naissance en France 
Les conditions de l'expérimentation et notamment les conditions d'établissement de la liste des projets expérimentés, les conditions de prise en charge par l'assurance maladie de la rémunération des professionnels y intervenant, les conditions spécifiques de fonctionnement des maisons de naissance ainsi que les modalités d'évaluation de l'expérimentation à son terme ont été fixées par un décret en Conseil d'État en date du 30 juillet 2015.
La loi précise que la maison de naissance n'aura pas le statut d'établissement de santé, devra être attenante à un service d'obstétrique et devra passer convention avec lui.
La haute autorité de santé (HAS) a publié  en septembre 2014 un cahier des charges définissant le cadre des maisons de naissance autorisées à fonctionner à titre expérimental.
Un appel à candidature lancé en juillet 2015 a permis de retenir, en lien avec la HAS, 9 maisons de naissance :
- CALM - Maison de naissance à Paris

- Premier cri à Vitry sur Seine

- Maison de naissance DOUMAIA à Castres[8]

- La Maison à Grenoble[9]

- Le Temps de Naitre à Baie-Mahault[10]

- Joie de naitre à Saint Paul

- Premières heures au monde à Bourgoin-Jallieu[11]

- MANALA, Maison de naissance Alsace à Sélestat

- Un nid pour Naître, à Nancy

Un arrêté du 23 novembre 2015 autorisait ces maisons de naissance à fonctionner à titre expérimental pour une durée de 5 ans.

### La pérennisation (depuis 2021)
L’expérimentation a reçu un bilan positif :
- par un rapport au Parlement du Ministère des Solidarités et de la Santé, relatif à l’expérimentation des maisons de naissance, daté de janvier 2020[13], qui conclut notamment qu’« aucun résultat de l’expérimentation ne conduit à considérer que la sécurité des parturientes et des nouveau-nés est insuffisamment assurée dans ce modèle de prise en charge » et recommande notamment de pérenniser les maisons de naissance et de prévoir l’inscription dans le droit de ce nouveau modèle organisationnel ;
- par un rapport d’étude sur la qualité des soins prodigués en maisons de naissance en France publié en novembre 2019[14], réalisé par un grupe de recherche rassemblant des chercheurs en santé publique affiliés à des institutions de recherche (Equipe Epopé – Inserum U1153/Université Paris Descartes et équipe SIGMA – Institut Pascal, CNRS, Clermont-Ferrand).

Le Gouvernement a ainsi jugé que « l’expérimentation [avait] démontré que ces structures répondaient à de réels besoins et pouvaient représenter une nouvelle offre de santé périnatale complémentaire aux soins prodigués dans les maternités. »
Les maisons de naissance ont été pérennisées par l'article 58 de la loi n° 2020-1576 de financement de la sécurité sociale pour 2021 (LFSS 2021). 
Deux décrets d’application ont été adoptés à la suite de la loi : le décret n° 2021-1526 du 26 novembre 2021 relatif aux maisons de naissance, et le décret n° 2021-1768 du 22 décembre 2021 relatif aux conditions techniques de fonctionnement des maisons de naissance.

### Un nombre limité de maisons de naissance
Aujourd’hui[Quand ?], il existe huit maisons de naissance pérennisées en France, et une maison de naissance en cours d’expérimentation (la maison de naissance « Tumu Ora » en Polynésie française, autorisée par un arrêté du 26 juillet 2021 pour une expérimentation).
En 2020, le Gouvernement avait fixé pour objectif de créer douze nouvelles maisons de naissance en 2022 : « Ainsi, dans le cadre de la pérennisation de ce dispositif expérimental, une extension de l’offre est envisagée en tenant compte du besoin local. Il est prévu que la montée en charge des maisons de naissance soit progressive (d’où une mesure lissée sur deux ans) mais atteigne 20 structures à échéance de fin 2022. ». Le rapporteur du projet de loi, le député Thomas Mesnier, avait également annoncé dans un tweet la création de 12 nouvelles maisons de naissance au moment de l’adoption de l’article de loi pérennisant les maisons de naissance. Cet objectif n’a pas été atteint.
Début 2023, le Collectif des maisons de naissance recense une trentaine projets de maisons de naissance en cours d’étude en France.

### Controverses sur l'appellation
La définition du terme « maison de naissance » a fait l'objet de nombreux débats dans le monde francophone, qui tournent principalement autour des modes de gestion et de la localisation de ces établissements.
En avril 2006, le Collectif interassociatif autour de la naissance (CIANE) a insisté sur le fait que cette appellation soit réservée à des établissements situés en dehors du périmètre d'un hôpital ou d'une clinique, conformément à son usage dans d'autres pays. 
Le terme « maisons de naissance » a fait l’objet d’un dépôt à l'Institut national de la propriété industrielle (INPI) en 1999 par un groupe national de travail regroupant la Fédération naissance et libertés, l’Association nationale des sages-femmes libérales, L’Organisation nationale des syndicats de sages-femmes et l’Union des syndicats de sages-femmes. Ce groupe, détenteur de la définition du terme, serait légitimement habilité à poursuivre en justice ceux qui usurpent cette appellation. 
En novembre 2006, un projet de plateforme commune en vue de l'expérimentation de maisons de naissance physiquement, juridiquement et administrativement différenciées de leurs maternités partenaires a été publié.
Début 2007, le CIANE s’inquiétait du fait que l’expérimentation française s’achemine vers la validation pure et simple, sous la désignation trompeuse de « maison de naissance », de « pôles physiologiques » gérés de manière classique dans le cadre des hôpitaux. Elle écarterait d’emblée toute idée de gestion autonome des maisons de naissance aboutissant, pour les grossesses à faible risque, à une redistribution des tâches entre sages-femmes et obstétriciens. Or, le point fondamental de la mise en place de maisons de naissance était de ménager une séparation claire, tant du point de vue de l’identité juridique, des règles de fonctionnement et des pratiques, entre les maisons de naissance et les maternités classiques.